# 대한민국 형법 제198조
대한민국 형법 제198조는 아편 등의 제조 등에 관한 형법 각칙의 조문이다.

## 조문
제198조 【아편 등의 제조 등】
아편, 몰핀 또는 그 화합물을 제조, 수입 또는 판매하거나 판매할 목적으로 소지한 자는 10년 이하의 징역에 처한다.